# Kozare, Burgas
Kozare (în bulgară Козаре) este un sat în comuna Karnobat, regiunea Burgas,  Bulgaria. 

## Demografie
Componența etnică a satului Kozare
     Turci (22,44%)
     Bulgari (75,51%)
     Nicio identificare (2,04%)
     Altele (0%)
La recensământul din 2011, populația satului Kozare era de 49 locuitori. Din punct de vedere etnic, majoritatea locuitorilor (75,51%) erau bulgari, cu o minoritate de turci (22,44%). Pentru 2,04% din locuitori nu este cunoscută apartenența etnică.